# Capi Kocioł

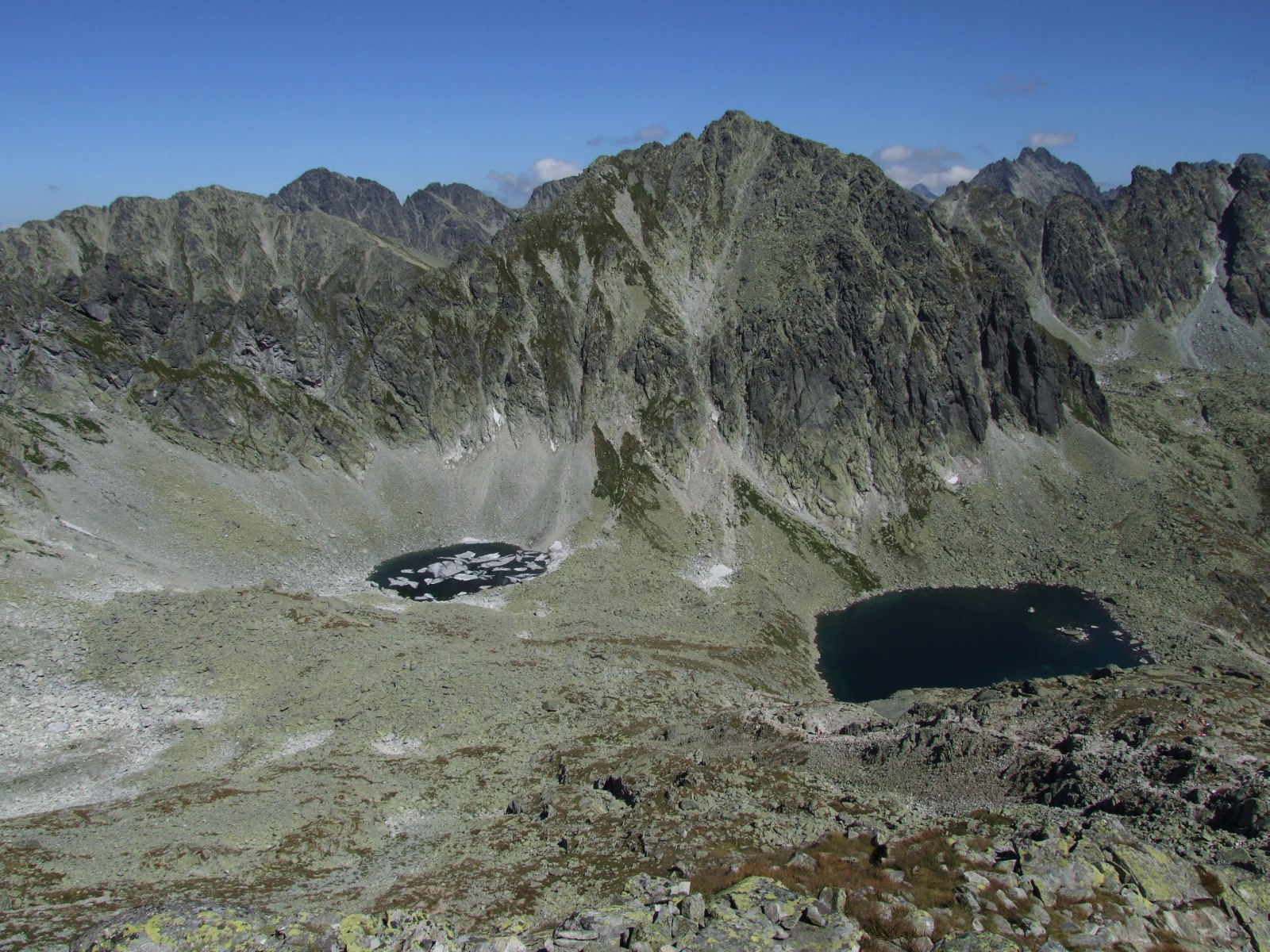
Capi Kocioł. Z lewej strony Kolisty Staw, z prawej Capi Staw

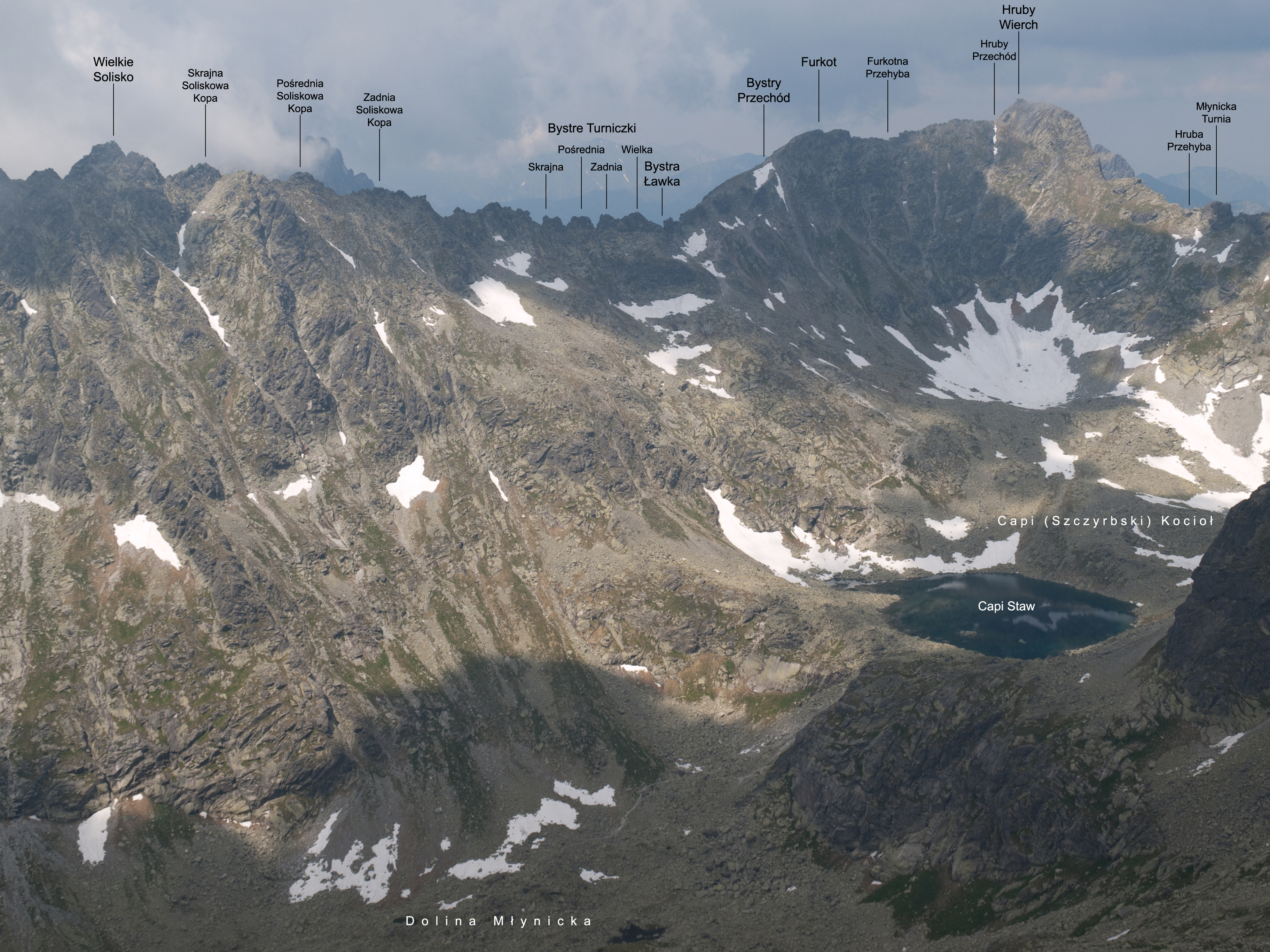

Capi Kocioł (słow. Štrbský kotol) lub Szczyrbski Kocioł – jeden z dwóch cyrków lodowcowych w najwyższym piętrze Doliny Młynickiej w słowackich Tatrach Wysokich. Drugim jest Kozi Kocioł, oddzielone są od siebie krótką grzędą Szczyrbskiego Szczytu. Capi Kocioł znajduje się w północno-zachodniej odnodze Doliny Młynickiej. Z trzech stron otoczony jest stromymi stokami i ścianami Szczyrbskiego Szczytu (2381 m), Kolistej Turni (2323 m), Hrubego Wierchu (2428 m), Furkotu (2404 m) i Bystrego Przechodu (2314 m).
Jest to dobrze wykształcony kocioł polodowcowy. Znajdują się w nim 2 stawy; niżej położony i większy Capi Staw (2075 m n.p.m.) oraz wyżej położony i mniejszy Kolisty Staw (2105 m n.p.m.). Szlak turystyczny prowadzi obok Capiego Stawu, a następnie przez zwalisko wielkich skał i stromy stok na Bystrą Ławkę.
W Dolinie Młynickiej jest jeszcze jeden kociołek lodowcowy. Znajduje się na wysokości 2200 m, jest więc najwyżej położony. Brak w nim stawu, ale według Władysława Cywińskiego jego kształt wskazuje, że nie tak dawno temu musiał być wypełniony wodą.

## Szlaki turystyczne
– żółty szlak ze Szczyrbskiego Jeziora dnem Doliny Młynickiej obok wodospadu Skok i dalej na Bystrą Ławkę do Doliny Furkotnej. Przejście szlakiem przez przełęcz jest dozwolone w obie strony, jednak zalecany jest kierunek z Doliny Młynickiej do Furkotnej w celu uniknięcia zatorów na łańcuchach.
- Czas przejścia ze Szczyrbskiego Jeziora do wodospadu: 1:30 h, ↓ 1 h
- Czas przejścia znad wodospadu na Bystrą Ławkę: 2 h, ↓ 1:35 h